# Галактус
Галактус (англ. Galactus) — персонаж вселенной комиксов Marvel, созданный Стэном Ли и Джеком Кирби.

## История

### Происхождение
Галактус когда-то был гуманоидом по имени Галан с планеты Таа, цивилизация которой была самой развитой во вселенной, предшествовавшей нашей. Эта вселенная возникла и развивалась согласно с теорией «Большого взрыва» и как раз во времена жизни Галана переживала период сжатия. Таа оставалась одной из последних живых планет. Галан был исследователем космоса и отправился в экспедицию, чтобы найти средство спасения своей планеты, но его поиски были безуспешны. В конце концов радиацией была уничтожена практически вся жизнь во Вселенной. В живых остались несколько жителей Таа, но и их смерть была неизбежна. Галан предложил им «красивую смерть» — полететь на космическом корабле прямо в центр сжимающейся Вселенной — к «Космическому Яйцу». Когда корабль достиг цели, погибли все, кроме Галана, который неожиданно оказался наполнен новой энергией. Сознание умирающей вселенной вошло с ним в контакт, сообщив ему, что он умрет, но возродится и станет Галактусом — пожирателем миров. После этого Галан был поглощен Космическим Яйцом.
Сколько с тех пор прошло времени — неизвестно, но однажды Космическое Яйцо подверглось новому «Большому взрыву». Таким образом образовалась нынешняя Вселенная, родились Вечность и Бесконечность, а обновленный Галан — уже Галактус — вырвался на свободу (с тех пор он зовет Вечность и Бесконечность своими братом и сестрой).

### Восхождение
Многие тысячелетия Галактус блуждал по Вселенной, пока не был обнаружен одним из Наблюдателей — древней расы существ, наблюдающих за событиями во Вселенной. Наблюдатель узнал, что Галактус обладает исключительной силой и вскоре начнет уничтожать миры, чтобы насытить свой голод. Понимая, насколько опасен Галактус, Наблюдатель хотел его уничтожить, пока не поздно, но решил соблюдать данный его народом обет невмешательства.
Со временем Галактус научился управлять своей мощью, создал бронированный костюм и превратил свой корабль в своеобразный инкубатор, в котором провел столетия. В конце концов корабль появился на орбите обитаемой планеты Археопия, и спокойствие Галактуса было нарушено флотилией космических пиратов. Он проснулся, уничтожил своих врагов и разрушил Археопию. В этом уголке Вселенной он создал своё жилище под названием Taa II и разыскивал планеты, богатые необходимой ему энергией. Поначалу он питался только планетами, жизнь на которых была неразумной. Однако со временем энергии требовалось все больше, промежутки между «приемами пищи» уменьшались и Галактус оказался вынужден уничтожать планеты, населенные разумными существами. Поначалу это вызвало у него определённые моральные терзания, но Галактус быстро преодолел в себе неуместную жалость, потому что считал, что ему предначертано исполнить некую неизвестную ещё миссию, которая станет платой Вселенной за все причиненные им разрушения.

### Серебряный Сёрфер и прибытие на Землю
Когда Галактус захотел уничтожить населенную разумными существами планету Зенн-Ла, один из её жителей, Норрин Радд, убедил Галактуса пощадить свою родину и предложил стать его вестником — путешествовать по вселенной в поисках подходящих для пропитания хозяина планет. Галактус согласился и превратил Норрина в Серебряного Сёрфера. Какое-то время Сёрфер служил Галактусу, но взбунтовался, когда тот захотел поглотить богатую энергией Землю. Земной супергерой Рид Ричардс пригрозил Галактусу страшнейшим оружием во вселенной — Абсолютным Нулификатором, и Галактус поклялся не трогать Землю. Однако он не слишком-то честно исполнял свою клятву, несколько раз пытаясь-таки вернуться к Земле, но ему всегда мешали различные супергерои, в том числе Люди Икс и Призрачный гонщик. В то же время он поглощал другие населенные планеты и стал известен как чуть ли не главная гроза любой разумной расы. Поскольку Серебряный Сёрфер оставил его, Галактус взял себе новых вестников.
Последнюю свою попытку съесть Землю Галактус совершил после длительного перерыва питания. Он так ослабел, что земные супергерои легко одолели пришельца. Однако Рид Ричардс не позволил добить поверженного врага, и благодарный Галактус искренне поклялся ещё раз, что больше на Землю не вернётся. Тогда же он завербовал на Земле очередного вестника — Нову.

### Гибель Галактуса и пришествие Абраксаса
Со временем аппетит Галактуса возрос настолько, что его голод смогла утолить только энергия разумной жизни. Он пожирал все, что попадалось на пути и в конце концов опять попытался поглотить Землю и опять был побежден супергероями, а именно — Серебряным Сёрфером. Сёрфер согласился вновь стать вестником Галактуса и коварно привел его в империю Ши'Ар. Сёрфер знал, что эта разумная раса является едва ли не самой технически развитой во Вселенной и надеялся, что Галактус получит достойный отпор. Он не ошибся: Ши’Ар объединились с другими супергероями Земли и Вселенной и уничтожили Галактуса.
Однако радоваться было рано: смерть Галактуса привела в мир Абраксаса, всемогущее существо, воплощение разрушения. Абраксас отправился в путешествие по параллельным реальностям, уничтожая тамошних Галактусов, склонил служить себе Нову из параллельного мира, напал на Уату — Наблюдателя Земли, а с помощью своей Новы соблазнил Фантастическую Четверку отправиться на поиски Абсолютного нулификатора, ключи к местонахождению которого находились в разных мирах. Когда Нулификатор был найден, Абраксас обманом завладел им и стал угрожать уничтожить Вселенную. Но Франклин Ричардс, сын Рида и Сью, использовал свою способность изменять реальность и воскресил Галактуса, который забрал Нулификатор у Абраксаса и отдал его Риду Ричардсу. Рид уничтожил Абраксаса, а результатом применения Нулификатора стало рождение обновленной реальности, в которой Абраксаса никогда не существовало, а все уничтоженные им миры и убитые существа воскресли, в том числе и множество Галактусов, миссия которых, как оказалось, состояла в том, чтобы сдерживать Абраксаса и в случае необходимости дать ему отпор.

### До превращения в воплощение жизни
Пораженный совестью, Галактус пытается избавиться от голода, питаясь силой Камней Бесконечности, но его обманом заставляют высвободить Голод, который питается целыми галактиками. Голод уничтожается, когда Танос устраивает финальную битву с Галактусом. Когда инопланетная раса разрабатывает технологию, позволяющую сделать планеты невидимыми для Галактуса, он уполномочивает Человека-Факела (который обменялся силами с Невидимой женщиной) и использует героя в качестве невольного вестника, чтобы определить местонахождение планет. Фантастическая четверка и Квазар освобождают Факел, превращая Галактуса обратно в гуманоида Галана, который решает изгнать себя в богатое энергией альтернативное измерение, прежде чем он сможет превратиться обратно в Галактус, чтобы он мог питаться этой реальностью, не подвергая опасности планеты.
Галактус потребляет планету Бэта Рэя Билла с помощью нового герольда Звездную Пыль. Когда злодей Негативной Зоны Аннигилус объявляет войну вселенной, сущность атакует и уничтожает Килн, освобождая бывших противников Галактуса Тенебруса и Эгиду. Чувствуя их освобождение, Галактус временно освобождает Звездную пыль от службы и вновь нанимает Серебряного Серфера в качестве своего вестника из-за того, что он знаком с их старыми врагами. Эгида и Тенебрус, однако, находят и побеждают Серебряного Серфера и Галактуса и доставляют их Аннигилусу. Аннигилус намеревается использовать Галактуса в качестве оружия для уничтожения всего живого во вселенной, но ему помешали, когда сущность была освобождена Драксом Разрушителем. Галактус наносит ответный удар и уничтожает большую часть сил Аннигилуса. В поисках последней битвы с Эгидой и Тенебрусом, Галактус отправляет Серебряного Серфера найти их. Серфер в конечном итоге втягивает пару в барьер между вселенной и Негативной зоной, который уничтожает и то, и другое.
После встречи с эпохой, Галактус потребляет планеты Орбукен. Когда обезумевший Бета Рэй Билл стремится отомстить за разрушение домашнего мира корбинитов, Галактус уступает и создает женщину-корбинита в качестве компаньона для Билла. Галактус также поглощает планету Сакаар, вызывая неприязнь Скаара и Хиро-Калы.
Серебряный Серфер находит тело будущего Галактуса под Нью-Йорком и вызывает нынешнего Галактуса на Землю. Мистер Фантастик объясняет, что в далеком будущем герои умирающей Земли убили Галактуса, а затем сбежали в настоящее через путешествие во времени. Когда Галактус обнаруживает, что эти герои теперь живут на планете под названием Не-Земля, он в возмездии уничтожает ее и ее жителей.
Разрыв в ткани пространства, вызванный Волной Аннигиляции и другими межзвездными конфликтами, позволяет вторгнуться сверхвселенским силам Рака (вселенная без смерти). Галактус, Небожители и воскресший Тенебрус и Эгида сражаются с мощным оружием Рака: Двигатель Галактуса (созданный из трупа аналога Галактуса Рака). Во время событий Войны Хаоса, Галактус телепортируется на Землю полубогом Гераклом, чтобы помочь сразиться с Королем Хаоса, метафизическим воплощением Обливиона и еще одной противоположностью Вечности. В то время как Халк и его союзники (Отряд Богов, Альфа Файт и несколько Мстителей) сражаются с силами Амацу-Микабоши, союзник Халка Амадей Чо и Галактус разрабатывают машину, которая переместит Землю в безопасное место в изолированном континууме, только чтобы адаптировать план, поймав Амацу-Микабоши в ловушку, вместо этого в этом измерении.
После встречи с Высшим Эволюционером Галактус вторгается в Асгард, дом норвежских богов, в поисках артефакта Асгарда, чтобы утолить свой голод и пощадить будущие цивилизации. Один, правитель скандинавских богов, утверждает, что Галактус хочет гарантировать, что его не заменят в следующей вселенной. Чтобы избежать затяжной битвы, Серебряный Серфер предлагает остаться на Земле и охранять артефакт при условии, что он может быть у Галактуса после прохождения Асгардом. Галактус нанимает человека-проповедника с Земли, которого он называет Прэтер своим новым вестником. Позже, когда Безумные Небожители с Земли-4280 вторгаются, Галактус уничтожает одного, прежде чем его сбивают другие. Возрожденный Франклином Ричардсом, ему и Франклину удается победить оставшихся небожителей и предотвратить разрушение Земли. После этого, Галактус узнает, что он больше не столкнется с окончательным концом вселенной в одиночку; он и Франклин станут свидетелями этого вместе.
Затем Галактус переносится через дыру в пространстве-времени в альтернативную вселенную и встречает другую версию себя: космический механический коллективный разум по имени Га Лак Тус. После того, как эти двое сливаются друг с другом, Галактус направляется к Земле этой вселенной в попытке поглотить ее. Герои альтернативной Земли путешествуют на Землю-616, чтобы получить информацию о Галактусе, и в конечном итоге им удается отправить Галактуса в Негативную Зону, рассуждая о том, что он в конечном итоге умрет от голода, поскольку этот регион состоит из антиматерии. Коматозный Галактус найден Вечными и Ааркусом, которые надеются использовать его в своей войне против инопланетян Кри.

## Внешность
Гуманоид в доспехах пурпурно-фиолетового цвета. Его рост может уменьшаться, когда он голоден. Однако, хотя земляне видят Галактуса человеком, это вовсе не значит, что такова его истинная внешность, потому что, например, Скруллы видят его подобным себе, равно как и представители других разумных рас. Природа такого влияния Галактуса на восприятие неизвестна.

## Силы и способности
Способен практически неограниченно манипулировать энергией и материей и поглощать энергию. Он поглощает энергию планет, а также из разнообразных источников (однажды он поглотил всю энергию Альтрона касанием). Галактус может использовать энергию для трансформации и реструктуризации материи, изменения собственного размера, проекции энергии невероятно разрушительной силы, создания непроницаемых силовых полей, создания порталов как внутри одного измерения, так и межпространственных, телепортации объектов через пространство и время, телепатии , телекинеза пирокинеза
.
Его вестники, обладающие лишь малой толикой силы своего повелителя, способны управлять энергией и материей с нечеловеческой мощью.

## Оборудование
- Галактус использует огромный корабль «Таа II» для путешествий от звезды к звезде в процессе поиска планет для утоления своего бесконечного голода, так как телепортация и межзвёздные порталы отнимают слишком много энергии.
- Костюм Галактуса помогает ему стабилизировать внутреннюю энергию, без костюма на продолжительный срок энергия могла бы вырваться на свободу и превратить его в звезду.
- Элементарный преобразователь превращает материю в энергию. Хотя Галактус может обходиться и без него, но преобразователь трансформирует материю в энергию лучше.
- Абсолютный нуллификатор — невероятной мощи оружие, созданное Галаном, оно является частью его самого. Абсолютный нуллификатор способен стереть из реальности вселенные, предметы и любое существо в мультивселенной, за исключением Живого Трибунала.
- Каратель — творение Галактуса, предназначенное для схваток с теми врагами, которых Пожиратель миров считает слишком незначительными, чтобы «разбираться» с ними лично.

## Вестники Галактуса
Вестники, или герольды, используются Галактусом для поиска планет, пригодных к поглощению. Кроме того, иногда вестники помогают своему повелителю в бою. Галактус даёт им часть своей космической энергии, что даёт им огромные способности.
Список вестников:
Оригинальный список
- Падший (англ. Fallen One)[17]
- Серебряный Сёрфер (англ. Silver Surfer)[18]
- Идущий по Воздуху (англ. Air-Walker)[19]
- Огненный Лорд (англ. Firelord)[20]
- Разрушитель (англ. Destroyer)[21]
- Терракс Укротитель (англ. Terrax the Tamer)[6]
- Ослепительная[22]
- Нова (англ. Nova)[23]
- Морг Палач (англ. Morg the Executioner)[24]
- Красное смещение (англ. Red Shift)[25]
- Человек-факел (англ. Human Torch)[26]
- Звёздная Пыль (англ. Stardust)[27]
- Праетер (англ. Praeter)[28]
- Га Лак Тус (англ. Gah Lak Tus)[29]
- Гладиатор
- Космический халк
- Тиран
- Идущий по воздуху (робот)
- Дэдпул[30]
- Изумрудный Эмисар
- Космический Призрачный Гонщик

Список где участвуют вестники для альтернативных сюжетов
- Тор

## Вне комиксов

### Телевидение
- Появился в мультсериале «Фантастическая четвёрка» 1967 года, в серии «Галактус». Его озвучил Тед Кэссиди.
- Появился в мультсериале 1994 года «Фантастическая четверка», в двух частях серии «Серебряный Сёрфер и пришествие Галактуса», серии «Серебряный Сёрфер и возвращение Галактуса». А также «В бой против Живой планеты» и «Когда зовет Галактус». Его озвучил Тони Джей.
- Регулярно появлялся в мультсериале «Серебряный Сёрфер», в озвучке Джеймса Блендика[англ.].
- Появлялся в мультсериале «Супергеройский отряд». Показан в сериях «До судного дня», «Хорошо сваренная планета» и «Охлаждение отношений с Сёрфером». Галактуса озвучил Джордж Такеи.
- Появился в одной серии из мультфильма «Тик Герой». Как Амнипотус пожиратель миров.
- Появляется во 2 сезоне мультсериала «Мстители. Величайшие герои Земли». Сначала (в серии «Узник войны») упоминается Скруллом, который рассказывает Капитану Америке о том, что Галактус уничтожил их планету. Позже появляется в финальной серии «Всем общий сбор», где является главным антагонистом; в итоге был отправлен в Негативную Зону[англ.].
- В мультсериале «Мстители, общий сбор!» появился в серии «Стражи и космические рыцари».
- Появился в мультсериале «Халк и агенты СМЭШ», в сериях «Галактус зеленеет», «Планета Халк. Часть 1» и «Планета Халк. Часть 2».
- У Галактуса есть камео в конце серии «Снова в чёрном» мультсериала «Совершенный Человек-паук»

### Кино
- Галактус появляется в фильме «Фантастическая четвёрка: Вторжение Серебряного сёрфера» как финальный противник героев. Он посылает своего вестника Серебряного сёрфера на поиски подходящей планеты для поглощения, а в конце фильма прибывает сам. Пожиратель миров представлен не в традиционном образе гигантского человека, а в виде огромного космического облака, поглощающего всё на своём пути. Однако перед тем, как Сёрфер ради спасения Земли уничтожает своего господина, выпустив всю свою силу разом, можно видеть огонь в центре облака, принимающий знакомые зрителю очертания головы и шлема Галактуса.
- Ральф Айнесон исполнил роль Галактуса в фильме «Фантастическая четвёрка: Первые шаги» (2025), события которого разворачиваются в рамках медиафраншизы Кинематографическая вселенная Marvel[31].

### Видеоигры
- Галактус появился в качестве главного антагониста в Четвёртом сезоне Второй Главы игры «Фортнайт» 2 декабря, в 00:00 по московскому времени, более 15 миллионов игроков одновременно сразились с Пожирателем Миров в событии Фортнайт «Битва с Галактусом»
- В игре «Marvel: Ultimate Alliance» есть миссия, где надо победить Галактуса. На уровне, где герои попадают на планету Скруллов, выясняется, что планета атакована Галактусом. В самом конце уровня, когда герои встречают злодея, им нужно бежать от него. Но потом, когда начинается битва, герои встречают Серебряного Сёрфера. Игрок может управлять им, когда герои нарушат управление трёх приборов, защищающих Галактуса. Серебряный Сёрфер может ударить Галактуса только три раза, при самых разных комбинаций нажатий кнопок на клавиатуре.
- В игре «Marvel vs. Capcom 3: Fate of Two Worlds» Галактус является финальным боссом. Его очень сложно победить, так как его Hyper Combo наносят очень большое количество ударов и урона даже в блок. В аркадном режиме можно поиграть за него.
- В игре «Lego Marvel Super Heroes» он становится финальным боссом, и так же за него (его игровая версия уменьшена) можно поиграть в свободном режиме.

## Критика и отзывы
В 2009 году Галактус занял 5 место в списке 100 величайших злодеев комиксов по версии IGN.